# فيفيان بليك
فيفيان بليك (بالإنجليزية: Vivian Blake)‏ هو محامي وقاضي وسياسي جامايكي، ولد في 15 مارس 1921، وتوفي في 28 ديسمبر 2000. حزبياً، نشط في حزب الشعب الوطني ‏.